# Jubileum (musikalbum)
Jubileum är ett dubbelt samlingsalbum av dansbandet Mats Bergmans, släppt 21 november 2007. Det nådde som högst 14:e plats på den svenska albumlistan.
Fem av låtarna var nya vid albumsläppet: "Vem har svaren", "En lycklig man", "You'll Never Know What You're Missing", "Om du går nu", "En sommar är kort", "Broken Hearted", "Three Steps to Heaven", "Little June" och "Rock Me". Albumet innehåller både sånger som Jonas Näslund sjunger och sånger från tiden då Lars Eriksson var bandets sångare.
Med på albumet finns bland annat "Säg som det är", som skrevs till Melodifestivalen 1989 men inte togs med där. Låten "Mina allra bästa minnen" stoppades för test på Svensktoppen av låtskrivaren, men testades senare låten med Hasse "Kvinnaböske" Andersson och var då bland annat etta.
Albumnamnet syftar på ett jubileum, men det rör sig inte om bandets bildande 1973 utan att det 2007 var 20 år sedan bandet antog namnet Mats Bergmans antogs 1987.

## Låtlista

### CD 1
1. Vem har svaren
2. Har du tid med kärleken
3. Blueberry Hill
4. Om änglar finns
5. Kärlekens skugga
6. Jag ångrar mig inte en sekund
7. En lycklig man
8. Ingen har dina ögon
9. Til You Try
10. Tusen vackra bilder
11. Kan du hålla dom orden
12. Rosen som du gav mig
13. Om du går nu
14. En kväll med dig
15. Bara va en man

### CD 2
1. En sommar är kort
2. Mina allra bästa minnen
3. Lika kär nu som då
4. Broken Hearted
5. Två mörka ögon
6. Min egen ängel
7. Three Steps to Heaven
8. All världens rosor
9. Så länge jag lever
10. Säg som det är
11. Little June
12. Min famn
13. Rock Me
14. Tusen tack för alla dessa år
15. Vart tar alla åren vägen

## Listplaceringar
| Lista (2006) | Topplacering |
| ------------ | ------------ |
| Sverige      | 14 .         |